# Blue Man Group
Blue Man Group é uma companhia de conteúdo e entretenimento fundada em 1987 por Phil Stanton, Chris Wink e Matt Goldman. A organização, que conta com um centro de pesquisa e desenvolvimento próprio, produz experiências para diversos meios, sendo mais conhecida pelos inventivos espetáculos teatrais e concertos de música. Nas performances, lideradas por três integrantes azuis e carecas, o grupo incorpora música experimental (com ênfase na percussão), a esquetes de comédia e experiências multimídia. Com shows (fixos, especiais e turnês) que se espalham por quatro continentes, estima-se que mais de 25 milhões de pessoas já tenham visto uma performance do Blue Man Group.

## História
O Blue Man Group surgiu na década de 80, em Nova Iorque, como resposta de um grupo de pessoas ao crescimento do individualismo e da competitividade. O grupo inicialmente se reunia em diversos espaços de Nova Iorque (como museus, galerias, parques e clubes de rock) para discussões livres. Em 1988 decidiram compartilhar o resultado dos encontros com a cidade através do manifesto performático “Funeral dos anos 80”, em que ‘enterravam’ os símbolos do individualismo da época e buscavam a valorização do coletivo e dos instintos sociais do homem. O evento, que aconteceu no Central Park e foi transmitido pela MTV, foi a primeira aparição do personagem Blue Man, com os performers caracterizados como seres carecas e azuis.
Logo nos primeiros anos, várias pessoas que participavam do grupo seguiram outros caminhos, restando apenas os três amigos Chris Wink, Phil Stanton e Matt Goldman. Os três continuaram a se apresentar com pequenos esquetes de humor e músicas tocadas em instrumentos feitos de canos de PVC.  Meryl Vladimer, o Diretor Artístico do La MaMa Experimental Theatre Club, viu o trabalho deles como parte de um espectáculo de variedades hospedado Pele >< o Alien Comic (Tom Murrin) e propôs ao trio criar um show completo. O resultado foi o espetáculo Tubes lançado após Vladimer convencer o crítico teatral do New York Times Stephen Holden a analisá-lo.
A popularidade do Blue Man Group foi crescendo, resultando em uma performance no Lincoln Center, no Festival "Serious Fun”. Tubes também foi a performance do grupo que inagurou em novembro de 1991 suas apresentações no Astor Place Theater, em Nova York onde ainda hoje se pode assistir ao show do Blue Man Group em Nova Iorque. O grupo ganhou uma menção especial no Village Voice Obie Awards de 1990 a 1991, e um prêmio especial ‘Experiência Teatral Única’  em 1992 no Lucille Lortel Awards, que destacou e consolidou a excelência do trabalho do grupo no circuito off-Brodway.
No início do grupo, os membros falavam com o público após o show ainda com a maquiagem azul, respondendo perguntas, dando autógrafos e conversando sobre o show. Depois, eventualmente, foi decidido que os membros do elenco iriam ficar no papel do personagem em todos os momentos, ou seja, continuariam a não falar com a plateia mesmo após o show  e os autógrafos que assinariam seriam somente um borrão de tinta azul.

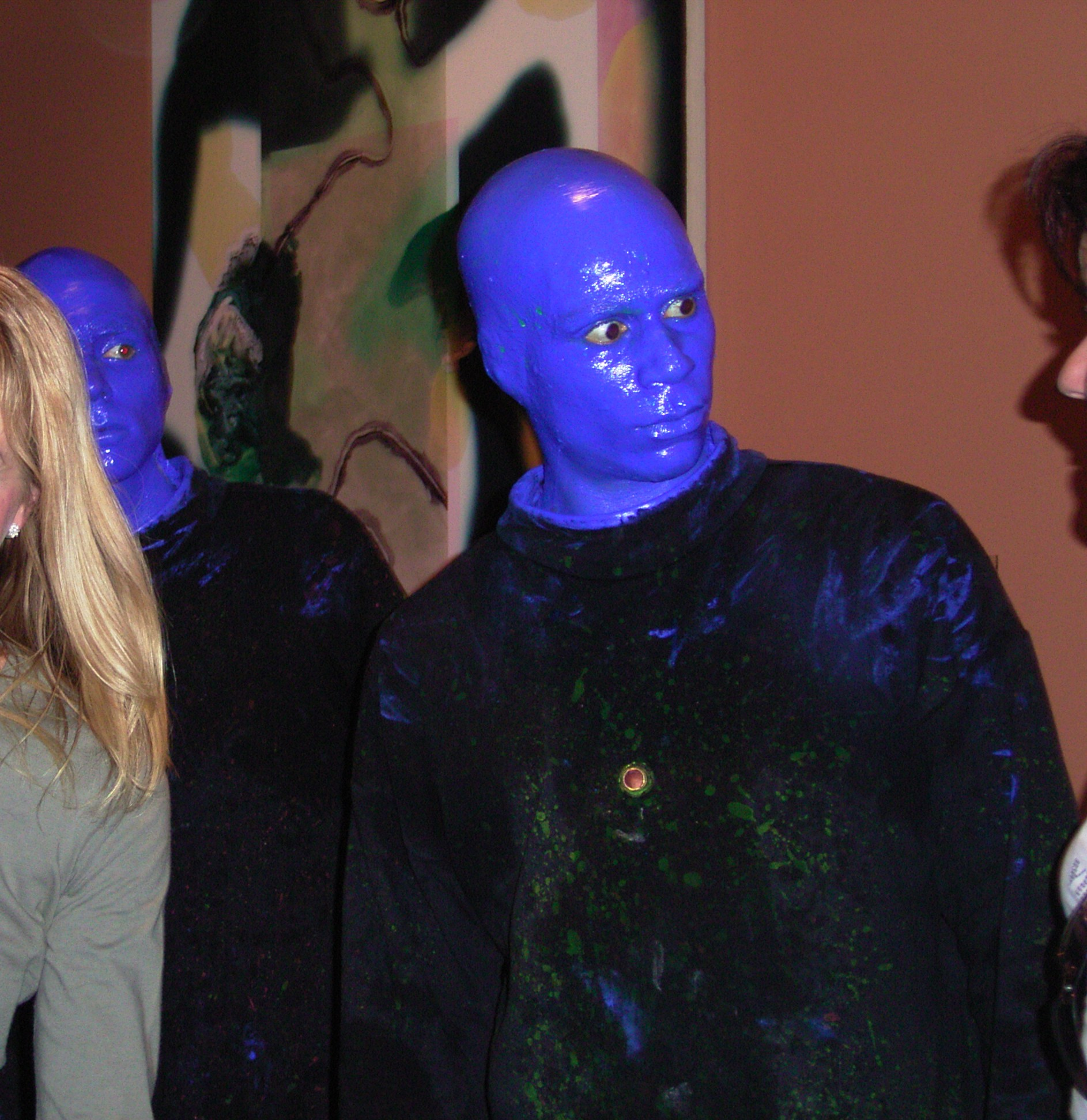
Um participante do grupo.

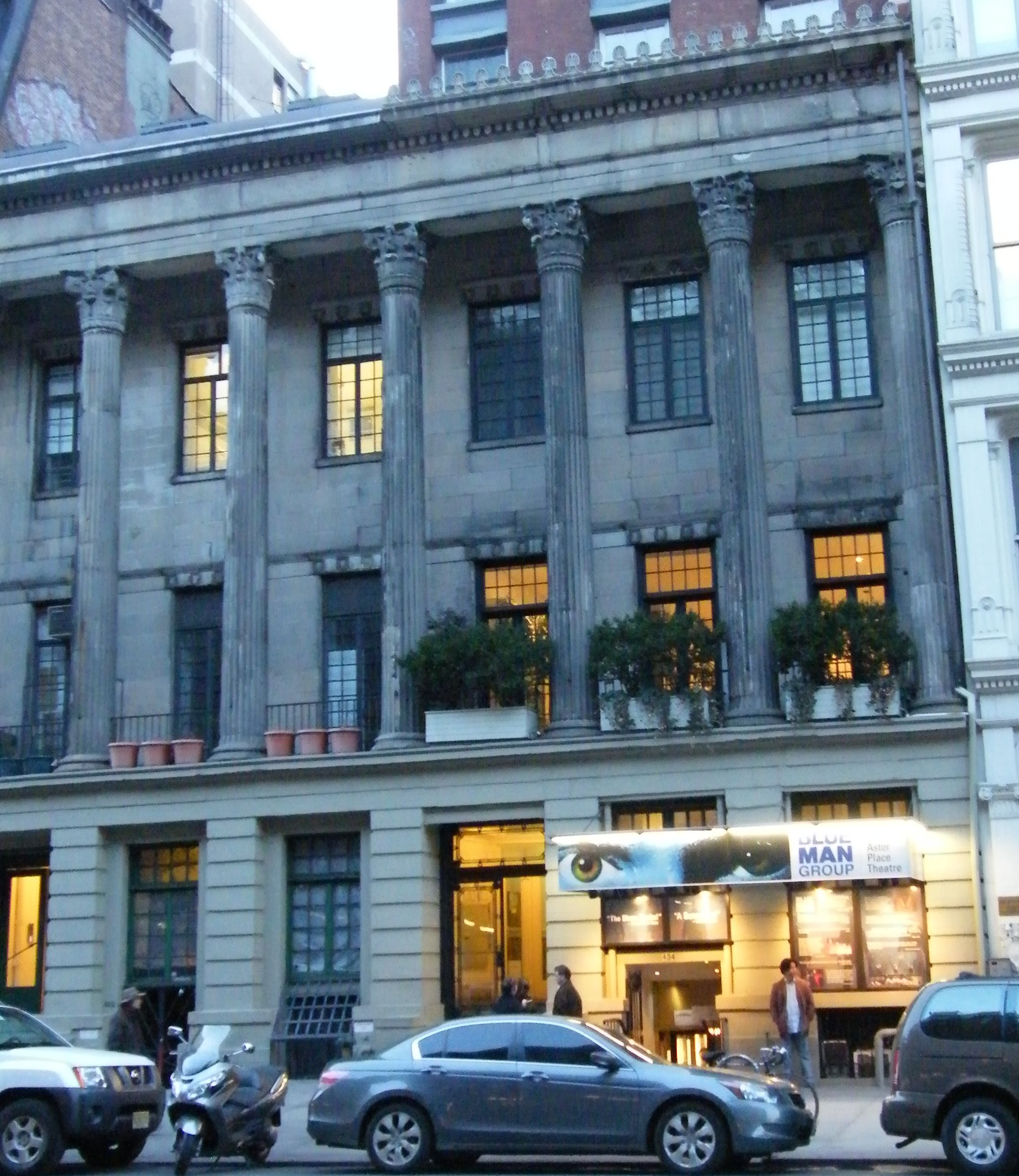
Astor Playhouse, em Nova Iorque, com anúncio do show do Blue Man Group.

## Apresentações
O Blue Man Group tem como proposta em suas apresentações promover uma experiência única com a plateia. Em alguns esquetes, membros da audiência participam da ação. Para as fileiras da frente, são distribuídas capas plásticas a fim de proteger a plateia de tintas e outras substâncias que são lançadas, projetadas, ou pulverizadas a partir do palco. Bem-humorado e enérgico, o trio encarna situações que provocam a audiência e satirizam situações da vida moderna e da cultura pop.
As ações de um Blue Man podem ser consideradas um reflexo de características estereotipadas do ser humano. Com seu aspecto estático, vestuário decorativo e a ausência da fala, suas expressões de curiosidade, surpresa, admiração, tristeza, entre outras, ganham peso e costumam ser nitidamente visíveis.
Eles agem de forma impulsiva, e através da combinação feita pelo grupo de três, confirmam entre si suas decisões, antes de mudarem para a próxima ação. Eles ainda têm o seu gesto de mão próprio, chamado de "Blue Man Salute", que é feito levantando o par de braços no ar. Estas características permitem que os personagens fiquem livres de máscaras ou raças, permitindo que todos os membros do grupo se identifiquem entre si. Acompanhados de uma banda, o grupo é formado por um trio de artistas chamados Blue Men, que são atores e bailarinos de ambos os sexos que satisfazem os requisitos físicos específicos, com corpo atlético e altura entre 5'10 "-6 '1" / 1,78-1,85 m. Usam roupas pretas sobre seus corpos azuis, cor dada através de uma tinta látex azul. Suas características devem satisfazer talentos específicos de percussão e artes cênicas. Sua personalidade é popular, carismática e solidária, entre outras qualificações.

## Blue Man Group no Brasil
O Blue Man Group esteve com um show no Brasil pela primeira vez em 2007, com a Turnê “How to be a Megastar 2.0”. O show, que gerou também um Álbum do grupo, traz uma sátira aos grandes clichês de shows de Rock e conta com os Blue Men ensinando de forma cômica como se tornar um estrela do Rock. A mesma turnê voltou ao Brasil em 2009, novamente para shows apenas em São Paulo e no Rio de Janeiro.  Dessa vez sendo promovida pela TIM Brasil, que no mesmo ano iniciou uma parceria com o Blue Man Group.  Desde então o Blue Man passou a estampar os comerciais televisivos e o material de propaganda da empresa de telecomunicações (parceria já encerrada). Em 2011, o grupo participou do Carnaval baiano em desfile de trio elétrico com performances ao lado de Carlinhos Brown.
No ano seguinte, o grupo novamente marcou presença em território nacional, primeiro participaram do Festival de Arte Contemporânea do Rio (Art Rio), depois no programa Caldeirão do Huck, em que estrelaram um concurso promovido para escolher o primeiro ‘Blue Man Brasileiro’. Na ocasião do Concurso, cinco brasileiros foram escolhidos para ir até Nova Iorque na sede do grupo e receber treinamento para disputar a vaga. O vencedor foi o paulista Vinícius Masteguim. No mesmo ano o Blue Man Group estrelou participação com o cantor brasileiro Michel Teló na cerimônia do Grammy Latino em novembro. Já no sul do Brasil, o grupo se apresentou em um breve espetáculo em homenagem ao Grêmio Football Porto Alegrense, em ocasião da inauguração da Arena Multiuso ocorrida em dezembro de 2012. Dando sequência a forte presença do grupo no cenário nacional, 2013 contou com uma parceria do Blue Man Group com o grupo carioca Monobloco, em que ambos protagonizaram performances no carnaval de rua do Rio de Janeiro.
Recentemente saíram notícias que indicam que o grupo teve autorização aprovada pelo Ministério da Cultura do Brasil para captar recursos para uma temporada de shows, aumentando os rumores de que o Blue Man Group estaria preparando um show para público Brasileiro nos próximos anos.

## Discografia

### Álbuns de estúdio
- 1999 - Audio
- 2003 - The Complex
- 2006 - Last Train to Trancentral (EP)
- 2016 - Three

### Álbuns ao vivo
- 2003 - The Complex Rock Tour Live
- 2006 - Live at the Venetian – Las Vegas
- 2008 - How to Be a Megastar Live!

### Singles
- 2003 - The Current
- 2003 - I Feel Love (cover de Donna Summer)
- 2006 - Rods and Cones

## Prêmios e indicações
| Ano  | Prêmio                              | Categoria                                      | Trabalho                                 | Resultado | Ref.   |
| ---- | ----------------------------------- | ---------------------------------------------- | ---------------------------------------- | --------- | ------ |
| 1991 | Village Voice Obie Awards           | Inovation                                      |                                          | Venceu    |        |
| 1992 | Lucille Lortel Special Award        |                                                |                                          | Venceu    | [ 15 ] |
| 1992 | Drama Desk Award                    | Unique Theatrical Experience                   | "Tubes"                                  | Venceu    |        |
| 2000 | Grammy Awards                       | Best Pop Instrumental Performance              | Álbum "Audio"                            | Indicado  |        |
| 2000 | Eddy Award                          | Design                                         | Blue Man Group Live At Luxor (Las Vegas) | Venceu    | [ 16 ] |
| 2010 | OBIE Advertising Award              |                                                |                                          | Venceu    | [ 17 ] |
| 2011 | Off Broadway Alliance Awards        | Best Long-Running Show (Audience Choice Award) |                                          | Venceu    | [ 18 ] |
| 2012 | International Emmy Award            | Arts Programming                               |                                          | Indicado  | [ 19 ] |
| 2014 | Drum! Magazine Readers Choice Award | Best Percussion Ensemble                       |                                          | Venceu    |        |
| 2015 | Drum! Magazine Readers Choice Award | Best Percussion Ensemble                       |                                          | Venceu    |        |